# 아바즈 (시민 단체)

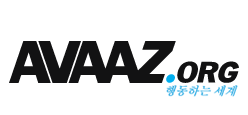
단체 로고

아바즈(Avaaz)는 2007년도에 설립된 글로벌 시민 단체로 기후변화, 인권, 동물의 권리, 부패, 빈곤 및 분쟁 관련 이슈에 대한 활동을 촉구하고 있다. 아바즈의 강령은 "우리가 살고 있는 세상과 세상 대부분의 사람들이 원하는 세상 사이의 격차 줄이기"이다. 현재 15개의 언어로 운영되고 있으며, 전 세계 194개국에 3억 명 이상의 회원이 있다고 밝히고 있다. 영국의 일간지 가디언은“아바즈 생긴지 아직 5년 밖에 되지 않았지만, 가장 영향력 있는 세계 최대의 온라인 행동 네트워크로 폭풍적인 성장을 이루었다."고 말했다.

## 이름 출처
아바즈라는 이름은 '목소리' (또는 '노래', '소리')를 의미하는 페르시아어에서 유래되었다. 아바즈라는 말은 또한 튀르키예어, 보스니아어 및 네팔어, 힌두어, 우르두어, 벵골어, 펀자브어, 마라티어 및 신드어와 같은 인도아리아어족의 언어어에서도 비슷한 의미로 사용된다.

## 설립자

### 단체
아바즈는 "모범적인 거버넌스, 시민적 덕성 그리고 심의 민주주의 실현에 헌신한 공공 부문 전문가 집단" 레스 퍼블리카와 미국의 진보적인 비영리 공공정책 애드보커시 그룹인 무브온이 공동설립 하였다. 또한 창립 파트너 SEIU(Service Employees International Union)와 호주의 비영리 캠페인 단체 겟업(GetUp!)의 지지를 받았다.

### 개인
아바즈의 개인 설립자는 릭켄 파텔, 전 버지니아 국회의원 톰 프라다, 무브온 상임이사 엘리 패리서, 호주의 진보적인 기업인 데이비드 매든, 제레미 하이만스 (Purpose.com 공동창립자), 그리고 안드레아 우드하우스이다. 이사회는 대표 릭켄 파텔, 총무에 톰 프라다, 의장 엘리 패리서, 회계 담당 벤 브란젤로 구성되어 있다.

### 대표
아바즈 설립 대표는 캐나다 계 영국인 릭켄 파텔이다. 그는 옥스퍼드 대학교에서 정치학, 철학, 경제학을 공부하고, 하버드 대학교에서 공공 정책으로 석사 과정을 마쳤다. 국제위기그룹 (ICG)에서 근무하며 시에라 리온, 리베리아, 수단 및 아프가니스탄에서 일했고, 이 경험을 통해"반란군 세력을 협상 테이블로 이끌고, 암암리에 선거 과정을 모니터 하며, 한때 부패했던 정치 체계에 대한 세인의 신의를 회복하고, 언제 외부 세력이 조종되고 있는지 알아차리는 방법에 대해 배웠다"고 그는 말한다. 그는 나중에 미국으로 돌아와 무브온에서 자원봉사하며, 액티비즘에 온라인 툴을 이용하는 방법에 대해 배웠다.

## 재정, 캠페인 선정 과정 및 운영
"2009년도 이후, 아바즈는 재단 및 기업으로부터 기부를 받지 않으며, 미화 5천불 (3,100 파운드) 이상의 금액의 기부도 받지 않고 있다"고 영국 일간지 가디언은 보도한다. "대신, 아바즈는 개인 회원들의 기부에만 의존하고 있으며, 미화 2천만 불 (1240만 파운드)을 모금했다." 2011년도에는 약 50명의 직원이 근무했다.

### 국제 캠페인 선정 과정
아바즈의 국제 캠페인은 영국, 인도, 레바논, 브라질을 포함, 전 세계 30여개국에서 근무하는 캠페인 팀에 의해 운영된다. 캠페인 팀은 이메일로 회원들과 연락하며, 온라인 청원서, 비디오, 정치인들에게 이메일 보내기와 같은 캠페인 수단을 이용하고 있다. 어떤 경우에는 광고를 이용하거나 법적 자문을 구해 캠페인을 진행시킬 최선의 방법을 구현하기도 하며, "연좌 농성, 집회, 전화 참여 및 언론의 관심을 끄는 퍼포먼스를 진행하기도 한다". 이와 같은 퍼포먼스의 예로는 "골판지로 만들어진 돼지떼를 세계보건기구의 입구로 끌고 들어가 돼지 인플루엔자와 대형 양돈장과의 연결 관계에 대해 조사할 것을 요구하기도 하고, 달라이 라마에서 중국대사관(영국 소재)까지 5 킬로미터에 달하는 인간 악수 고리 (human chain handshake)를 만들어, 둘의 대화를 요구하기도 했다."
캠페인 제안은 회원들이 하며, 전문가팀이 조언을 하며 다져 나간다. 회원들이 제안한 캠페인의 성공 가능성이 엿보일 경우, 1만 명의 아바즈 회원에게 의견을 묻는 테스트 이메일이 발송된다; 해당 캠페인이 충분한 반응을 이끌어 내면, 캠페인은 모든 아바즈 회원에게 발송된다. 2010년도에 영국의 이코노미스트 지는, "아바즈가 가능성이 없는 이슈들을 함께 묶는 것은, 인종과 계급처럼 캠페인이 사람들을 조화롭게 연결짓지 않고 분리하는 세상에서나 도움이 될 것이다"라고 시사한 바 있다.

## 같이 보기
- 인터넷 활동주의
- 슬랙티비즘